# Битва под Кицканами (1683)
Битва под Кицканами — сражение объединённых казацких войск Речи Посполитой под командованием правобережного гетмана Степана Куницкого и молдавского войска Стефана Петричейку с отрядами Буджацкой орды 5 декабря 1683 года во время казацкого похода на Правобережье и Молдавию в начале польско-турецкой войны 1683−1699.

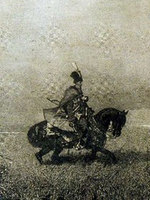
Казак верхом на лошади. 17 век.

23 июля 1683 года совет правобережного казачества в присутствии 40 старшин обращается к польскому королю Яну III Собескому с просьбой принять правобережных казаков под свою власть и позволить поход на турецкие владения. 24 августа того же года польский монарх назначил Степана Куницкого гетманом правобережного Войска Запорожского. В течение лета и осени 1683 года войско Куницкого совершили несколько походов и занимали Немиров, Кишинёв, Бендеры. В конце 1683 года 5-тысячное войско гетмана совершает поход через молдавские земли в буджакские и белгородские степи.
5 декабря 15-тысячный казацко-молдавский отряд Куницкого и Стефана Петричейку неожиданно атаковал у села Кицканы, недалеко от берега Дуная, 25-тысячный отряд Али-паши. Татары были разбиты, во время преследования было убито много ордынцев (Али-паша, Алигер-паша, несколько мурз), взяты в плен татарские командиры.
Впоследствии Куницкий отмечал, что в его войске не погибло ни одного человека. Одержав победу, гетман Правобережной Украины двинулся вглубь ногайских владений. С. Куницкий со своими казаками истребил поселения вокруг Белгорода (Аккермана) и дошёл до берегов Чёрного моря, взяв штурмом города Измаил и Килию. После этого успеха гетман Куницкий попытался взять и Белгород, но из-за отсутствия артиллерии ему это не удалось. Часть казаков, отягощенная добычей, вернулась на Украину.